# Palais Caprara-Geymüller

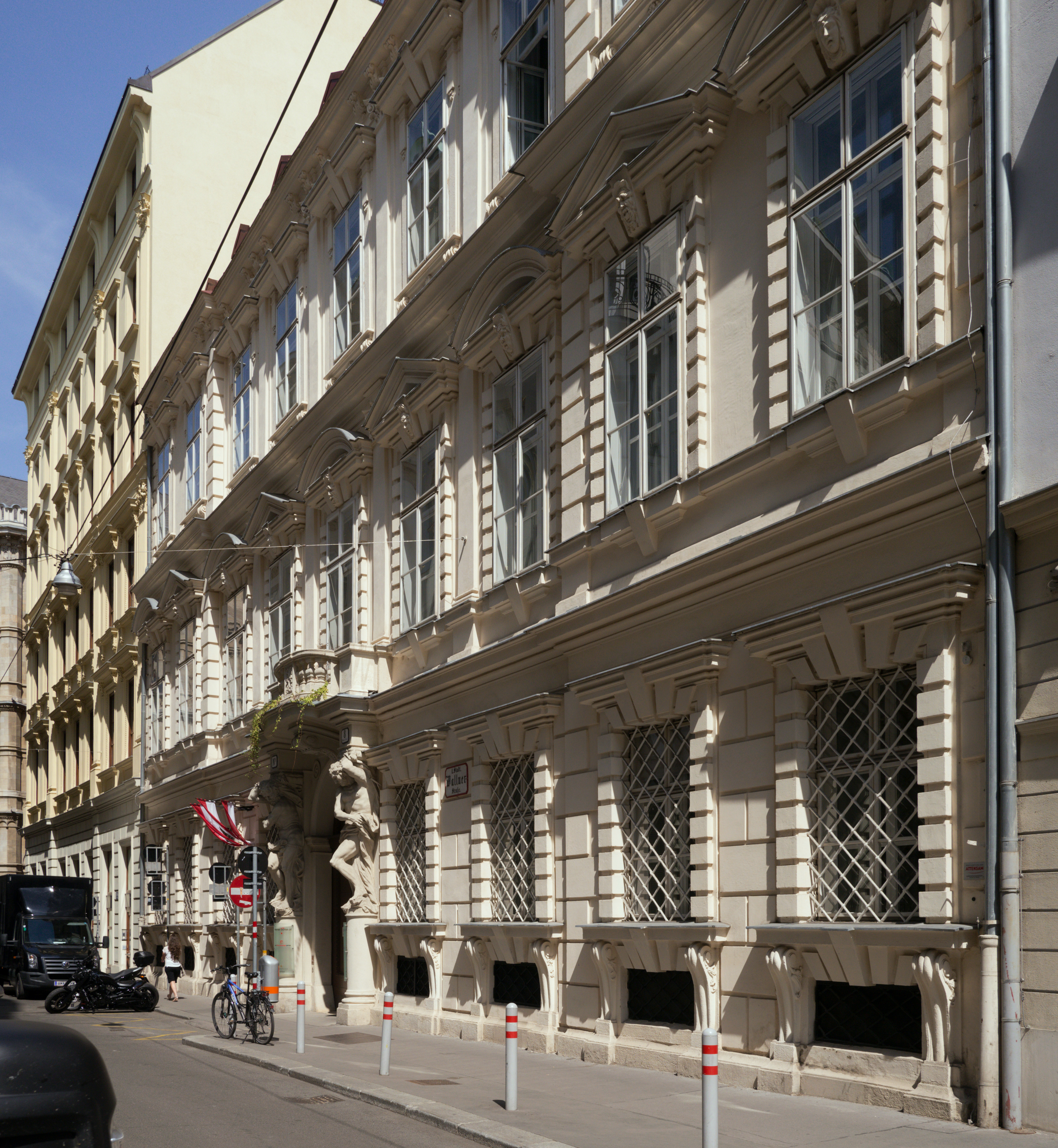
Vorderansicht Palais Caprara-Geymüller

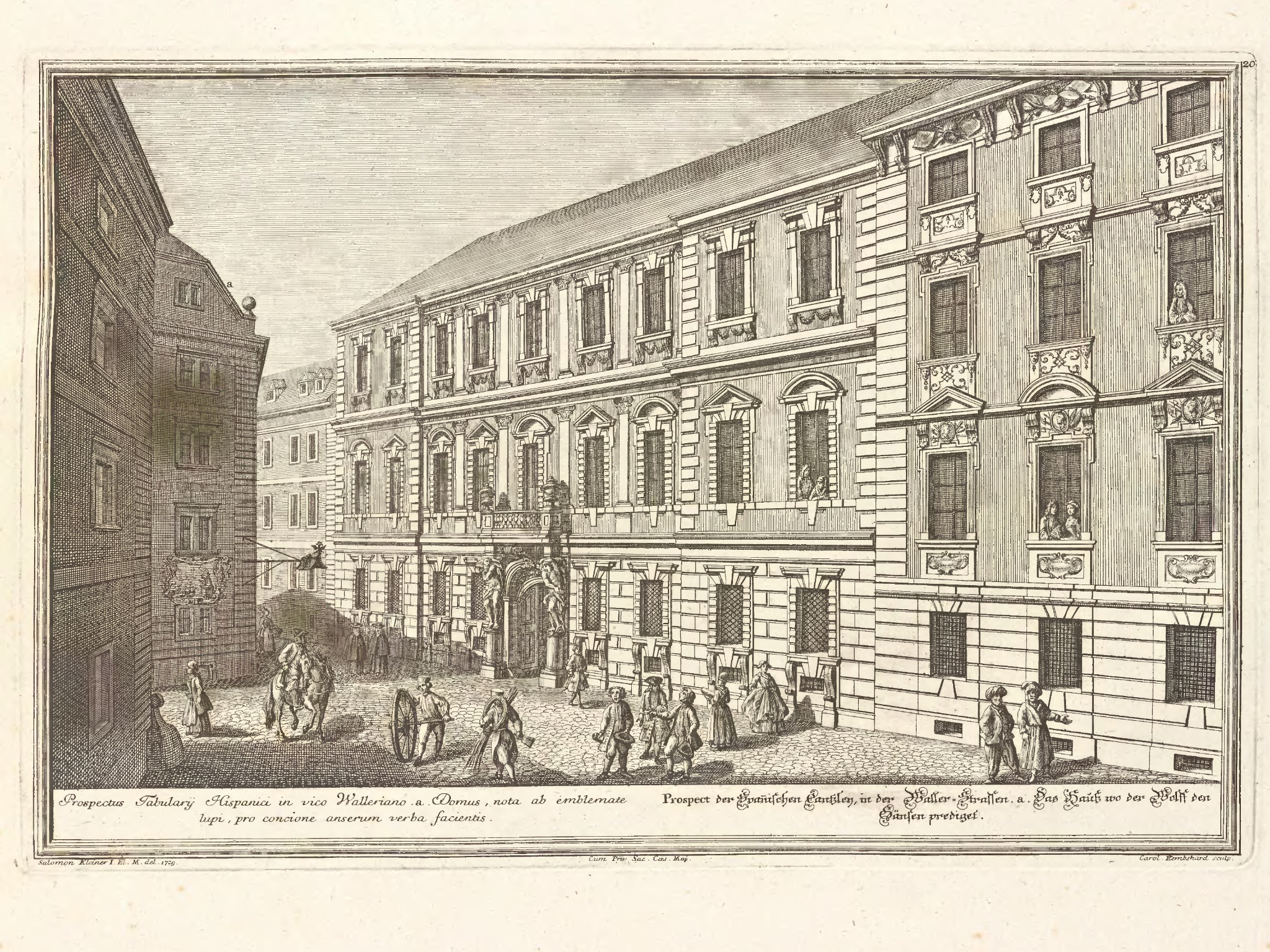
Die Spanische Hofkanzlei im Jahr 1724, heute Palais Caprara-Geymüller. Stich von Salomon Kleiner.

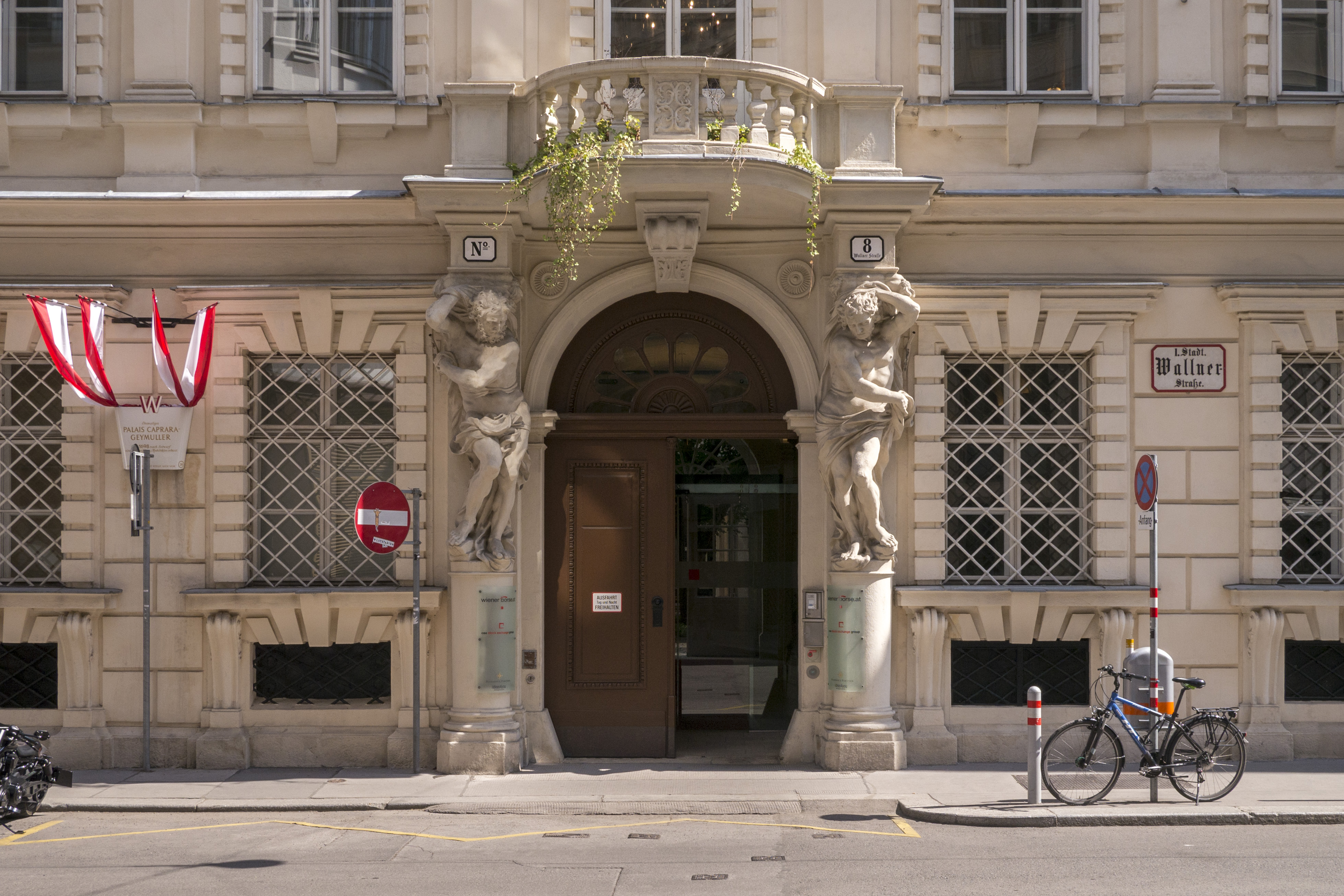
Prunkvolles Eingangstor des Palais

Das Palais Caprara-Geymüller ist ein im Jahr 1698 fertiggestelltes Palais im 1. Wiener Gemeindebezirk. Es befindet sich in der Wallnerstraße 8 und zählt zu den ältesten Barockgebäuden Wiens.

## Geschichte

### 17. bis 18. Jahrhundert
1687 kaufte der aus einer Bologneser Familie stammende Generalfeldmarschall Enea Silvio Graf von Caprara ein Haus an der Wallnerstraße, doch er ließ es sehr bald abreißen. Elf Jahre später, im Auftrag des Grafen von Caprara, errichtete der ebenfalls aus Bologna stammende Architekt Domenico Egidio Rossi das Palais Caprara. Er orientierte sich bei der Planung an der damals in Italien üblichen Palastarchitektur. Für das Hauptportal, Gesimse, Stufen und andere Bauteile wurde harter Kaiserstein aus dem Kaiserlichen Steinbruch verwendet.
Anfang des 18. Jahrhunderts wurden bauliche Veränderungen vorgenommen, so wurden beispielsweise die zwei Atlas-Statuen aus Eggenburger Stein am Eingangstor hinzugefügt. Daraufhin blieb das Palais fast 100 Jahre im Besitz der Familie Caprara, bis es 1796 von Carl Fürst von Liechtenstein gekauft wurde. Ein Jahr später ging es in den Besitz von Baron Wimmer über, bevor 1798 der französische Gesandte Jean Baptiste Bernadotte, später König von Schweden, das Palais mietete. Da er aber am 13. April bei einem Fest die Trikolore hisste, musste er noch im selben Jahr das Land verlassen, da es zu Aufständen unter dem Volk kam.
Ende 1798 kauften Johann Heinrich und Johann Jakob Geymüller das Gebäude das von nun an Palais Caprara-Geymüller heißen sollte. Johann Jakob Geymüller war ein reicher Fabrikant und Bankier und ihm gehörte unter anderem auch das sogenannte Geymüllerschlössel in Pötzleinsdorf. Die Brüder Geymüller ließen die Innenräume des Palais im Empirestil neu gestalten.

### 19. Jahrhundert bis heute
Nach dem finanziellen Ruin des Bankhauses Geymüller wurde das Gebäude unter anderem 1897 an die Freiherren Pouthon und 1905 an das Land Niederösterreich verkauft, das es ab Anfang 1912 als Landesmuseum nutzte. Neben privaten Eigentümern hatte im Palais Caprara-Geymüller auch die Konsularabteilung der Britischen Botschaft ihren Sitz. Nach einer Generalsanierung unter der Federführung des Architekten Alois Machatschek von 1986 bis 1988 durch den heutigen Eigentümer, eine Immobiliengesellschaft, wurde das Haus bis zum Jahr 2000 als Domizil der Syrischen Botschaft genutzt. Seit 2001 haben die Wiener Börse und nahestehende Gesellschaften hier ihren Sitz, unter anderem seit April 2007 die Bronner Online AG. Im Oktober 2007 zog die österreichische Niederlassung von Thomson Financial in das Gebäude.

## Architektur
Da das Palais Caprara-Geymüller eine eher untypische Bauweise für das barocke Wien hat, fanden die Wiener anfangs wenig Gefallen daran, jedoch wurden sie bald beeindruckt von dem wuchtigen Bau der sich ohne Probleme in das Stadtbild einfügte. Die Fassade besteht aus einem fünfachsigen Mittelrisalit und je einem zweiachsigen Seitenrisalit. Die horizontale Fassadengliederung erfolgt durch Simse über den Stockwerken. Zusätzlich sind die Fenster der Beletage abwechselnd mit Dreiecksgiebeln und Rundbögen geschmückt. Repräsentativ für die italienische Palastarchitektur ist die strenge Gliederung der Stockwerke. Das Eingangstor wird von zwei Atlanten begrenzt, welche den darüber liegenden Balkon tragen. Die Eingangshalle ist eine quergelegte weite Säulenhalle, von der man über eine dreiarmige Treppe in das erste Geschoß gelangt. Die Wände des jetzt unterteilten Festsaales der früher über die ganze Länge des Gebäudes reichte, waren fast vollständig mit Architekturmalereien bedeckt die nach einer Restaurierung zum Vorschein kamen. Von der qualitativ hochwertigen Empire-Ausstattung blieben nur zwei Räume erhalten: Der Geymüller-Salon und das Pompejanische Zimmer, das sich heute allerdings im Wien Museum befindet.